# Sophie von Solms-Laubach

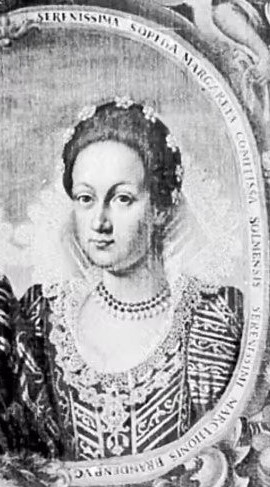
Sophie von Solms-Laubach, spätere Markgräfin von Brandenburg

Sophie von Solms-Laubach (* 15. Mai 1594 in Laubach; † 16. Mai 1651 in Plötzkau).
Sophie von Solms-Laubach war seit 1612 mit dem Markgraf Joachim Ernst von Brandenburg-Ansbach verheiratet. Ihre Eltern waren Graf Johann Georg I. von Solms-Laubach (1547–1600) und Margarethe von Schönburg-Glauchau (1554–1606).
Nach dem Tod ihres Mannes übernahm sie 1625 in der Markgrafschaft Brandenburg-Ansbach die Vormundschaft und Regentschaft für ihren noch minderjährigen Sohn Friedrich. Nachdem dieser 1634, kurz nach dem Erreichen seiner Volljährigkeit, in der Schlacht bei Nördlingen gefallen war, setzte sie diese Tätigkeit für ihren Sohn Albrecht bis zu dessen Mündigkeit im Jahr 1639 fort. In der Ausübung der Regentschaft wurde sie bis 1639 von Friedrich zu Solms-Rödelheim unterstützt.

## Nachkommen
Sophie von Solms-Laubach hatte eine Tochter und vier Söhne:
- Sophie (1614–1646) ⚭ Erdmann August von Brandenburg-Bayreuth
- Friedrich (1616–1634), Markgraf von Brandenburg-Ansbach
- Albrecht (1617–1617)
- Albrecht (1620–1667), Markgraf von Brandenburg-Ansbach ⚭ Henriette Luise von Württemberg-Mömpelgard; ⚭ Sophie Margarete zu Oettingen-Oettingen; ⚭ Christine von Baden-Durlach
- Christian (1623–1633)